# Rhyacotriton cascadae
Espèce
Statut de conservation UICN

 NT  : Quasi menacé
Rhyacotriton cascadae est une espèce d'amphibiens de la famille des Rhyacotritonidae. Cette salamandre est appelée en anglais Cascade torrent salamander.

## Répartition

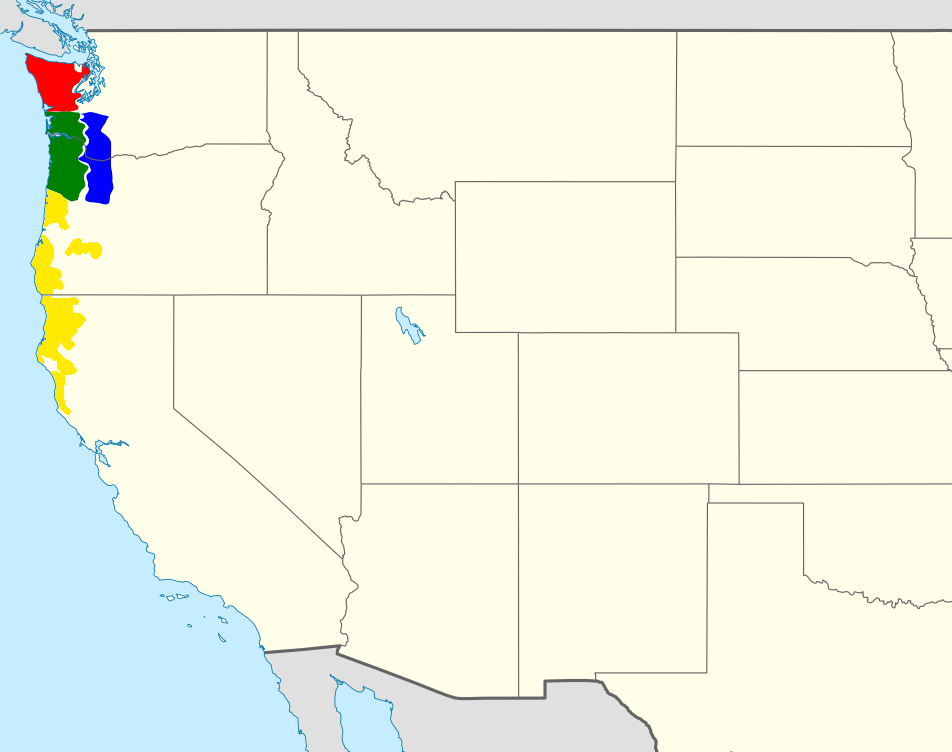
Distribution de Rhyacotriton cascadae en bleu.

Cette espèce est endémique des États-Unis. Elle se rencontre du comté de Skamania, dans l'État de Washington, jusqu'au comté de Lane, dans l'Oregon sur le versant Ouest de la chaîne des Cascades.

## Étymologie
Cette espèce est nommée en référence au lieu de sa découverte, la chaîne des Cascades.

## Publication originale
- Good & Wake, 1992 : Geographic variation and speciation in the torrent salamanders of the genus Rhyacotriton (Caudata: Rhyacotritonidae). University of California Publications in Zoology, vol. 126, p. 1-91.